# اکویو، بسنی
اکویو، بسنی (به لاتین: Akkuyu, Besni) یک منطقهٔ مسکونی در ترکیه است که در استان آدیامان واقع شده‌است.